# 游乃海
游乃海（1968年4月14日—），廣東南海人，香港編劇、導演，曾加入無線電視、大都會電影製作公司及銀河影像。。他曾憑《大隻佬》和《黑社會》兩次獲得香港電影金像獎最佳編劇獎，其編劇的作品《PTU》、《柔道龍虎榜》和《黑社會》獲得金馬獎最佳原著劇本獎。2006年，首次自編自導處女作《跟蹤》。